# Electrophaes aspretifera
Electrophaes aspretifera là một loài bướm đêm trong họ Geometridae.